# Цар Дуклян

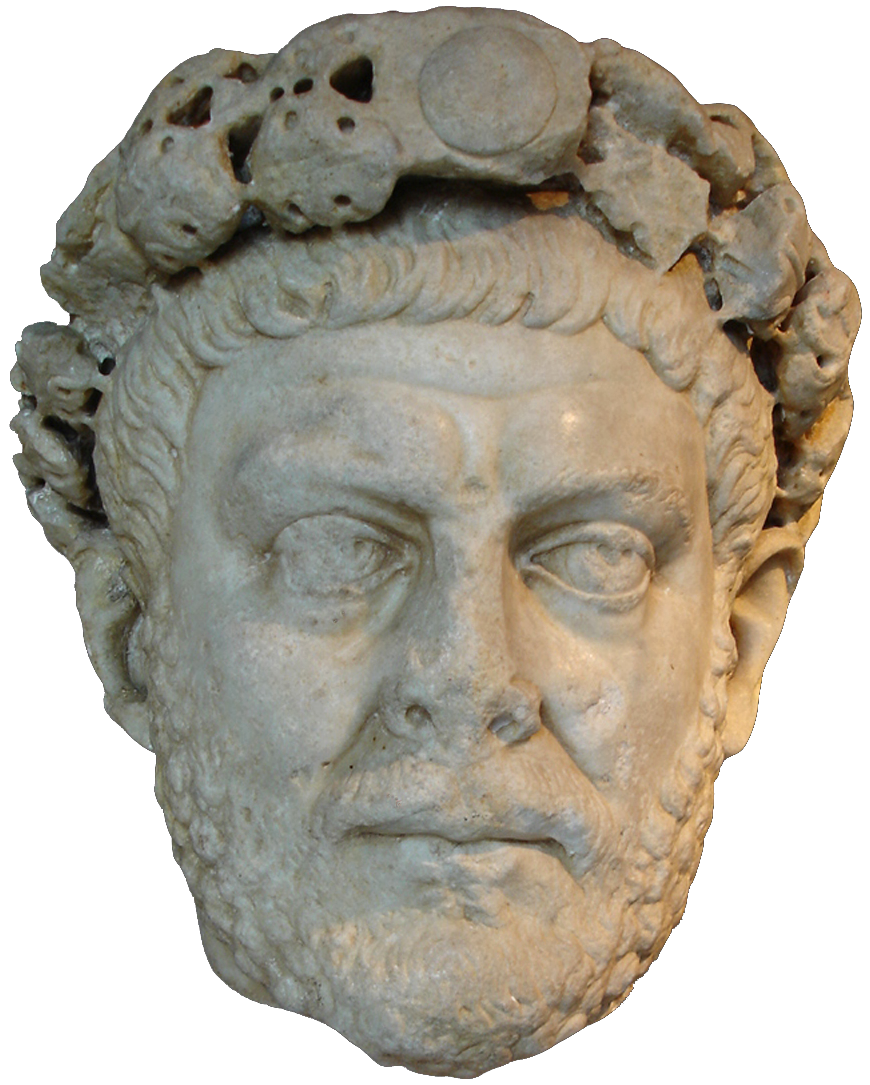
Діоклетіан

Дуклян (Цар Дуклян, або цар Дуклянин, чорн. Дукљан) — персонаж народних легенд, поширених на Балканах (передусім в Чорногорії, Далмації, Боснії та Герцеговині).

## Історична основа
Історичним прототипом «царя Дукляна» є римський імператор Діоклетіан, який походив з місцевого (іллірійського) племені доклетів і був відомий як розбудовою міст в римських провінціях (зокрема й рідної для нього Діоклеї), так і масовими переслідуваннями християн.
За правління цього імператора поруч із Діоклеєю встановили величезну мармурову статую божества із палицею, увитою змією, яку згодом почали асоціювати із самим Діоклетіаном. З остаточним утвердженням християнства статуя була зруйнована, а її залишки втоплені у річці Морача.

## Легенда
Згідно з народними переказами цар Дуклян жив у місті Дукля (Діоклея) і був відомий жорстокою вдачею та богохульством. За вчинені ним злочини Бог послав до нього святого Іллю, який мав убити його блискавкою і зруйнувати Дуклю. Святому вдалося зруйнувати місто, але він не зміг вбити жорстокого цара. Дуклян вирішив захопити Іллю та закути його в ланцюги біля мосту через річку Морача. Однак, дізнавшись про це, святий сказав Дукляну, що ланцюги, приготовлені для святого, замалі для його шиї, і запропонував цареві перевірити їхню міцність на собі. Як тільки Дуклян одягнув ланцюги собі на шию, Ілля вдарив у скелю і вона разом із прикутим до неї царем впала у Морачу. Відтоді Дуклян залишається під водою і, щоб звільнитися, цілий рік гризе ланцюги. До Різдва вони стають тоншими як на волос — але вправні циганські ковалі виковують йому нові.
Легенди про Дукляна мають ще іллірійське коріння і згодом були переосмислені прибульцями-слов'янами. Цигани в них з'явилися не раніше XVI сторіччя, коли вони, власне, і оселилися на Балканах. Можливо перекази в своєрідній для фольклору формі зберегли згадки про бурхливий розвиток металургійного виробництва, яким і справді було відзначене правління Діоклетіана. З іншого боку, з легендою про Дукляна пов'язана традиція, яка зобов'язує кожного місцевого коваля перед Різдвом кілька разів символічно вдарити молотом по ковадлу — «щоб скріпити ланцюги Дукляна». Цей обов'язок для ковалів з часом був закріплений у законі (так званому «Законі Васоєвича»).
У багатьох балканських дуалістичних і космогонічних міфах Дуклян фігурує як демон — супротивник Бога, такий самий, як і первісний диявол (перський Аріман).